# Noemí Walsöe de Reca
Noemí Elisabeth Walsöe de Reca es una doctora en química argentina, especializada en materiales nanoestructurados. Es Investigadora Superior del CONICET y del CIC, y desarrolla sus tareas en el Centro de Investigaciones en Sólidos del CITEDEF. Fue ganadora del premio Bernardo Houssay, entre otras distinciones nacionales e internacionales.

## Biografía
Walsöe realizó primero estudios de profesora de inglés y maestra de alemán. En 1959 se licenció en Química en la Universidad de Buenos Aires. Realizó su tesis doctoral "Autodifusión de Titanio en Fase Beta" en la  misma universidad en 1966. Se especializó en Ciencia de los Materiales en el Centre d'Etudes Nucleaires Saclay, Faculté d'Orsay en 1965 y en la  en  el año 2009.

### Trayectoria profesional
Ingresa a la carrera de CONICET en 1967 desarrollando su actividad en el área de Ciencia de los Materiales y Nanomateriales Cerámicos. Sus investigaciones versaron en el estudio y aplicaciones de materiales funcionales para sensores de gases, celdas de combustible y detectores de infrarrojos.
Desarrolló principalmente sus actividades en la unidad de Investigación y desarrollo estratégico para la defensa (UNIDEF, CONICET-MINDEF).
En el período 1993-1999 fue representante nacional ante la Comisión de Altas temperaturas y Química del Estado Sólido de la IUPAC, Gran Bretaña.
Es autora, en colaboración con sus colegas del centro de investigación en sólidos , de doce patentes de invención . Entre ellas se puede mencionar: Electródos autoadhesivos para Equipo Holter de Control cardiológico prolongado (1996), un robot olfativo para monitorear contaminación ambiental.

## Premios y distinciones
Premios recibidos por Noemí Walsoe de Recaː
- 2014: Premio Líder Tecnológico 2014, FUNPRECIT.[6]
- 2010: Premio MERCOSUR 2010 - Categoría Integración. UNESCO.[7][8]
- 2003: Premio Bernardo Houssay de la SECy T a la Investigación Científica y Tecnológica 2003 en el Área de Ingeniería Química.[9]